# Песчаное (озеро, Ненецкий автономный округ)
Песчаное, также Песчаночное — озеро в России, находится на территории Заполярного района Ненецкого автономного округа. Лежит на высоте 19,4 м над уровнем моря.
Находится в междуречье рек Омица и Песчанка восточнее озера Безымянное примерно в 15 км к югу от устья реки Снопа. Имеет округлую форму. Окружено россыпью мелких озёр. Имеет сток в Песчанку. Относится к группе Березовые озера.
К северу проходит зимник.